# (538) Friederike
(538) Friederike es un asteroide perteneciente al cinturón de asteroides descubierto el 18 de julio de 1904 por Paul Götz desde el observatorio de Heidelberg-Königstuhl, Alemania.
Está nombrado por un amigo del descubridor.